# ماسیمو پیری
ماسیمو پیری (ایتالیایی: Massimo Pirri؛ ‏ ۱۰ نوامبر ۱۹۴۵ – ۲۰ ژوئن ۲۰۰۱) کارگردان فیلم، فیلم‌نامه‌نویس و بازیگر اهل ایتالیا بود. وی مدتی دستیار کارگردان لوچانو امر و فولکو کوئیلیچی بود.
از فیلم‌هایی که وی در آن نقش داشته است می‌توان به داستان‌های غیراخلاقی از باکره‌های شهوانی و برادر تاتسیو، اهل ولتری اشاره کرد.